# Contea di Lincoln (Dakota del Sud)
La contea di Lincoln (in inglese Lincoln County) è una contea dello Stato del Dakota del Sud, negli Stati Uniti. La popolazione al censimento del 2000 era di 24 131 abitanti. Il capoluogo di contea è Canton.